# Steve Marmel
Steven Linford Marmel es un guionista, productor, y comediante estadounidense. Ha trabajado mucho con series de televisión animadas. Es conocido por haber creado acción real Sunny, entre Estrellas. Durante su trabajo en Los padrinos mágicos y Danny Phantom, el frecuentemente co-escribía los episodios con creador Butch Hartman.

## Trabajos en la televisión

### Series animadas
- La vaca y el pollito (1997-1999)
- Soy la Comadreja (1997-1999)
- Padre de Familia (1999-2000; 2011)
- Los padrinos mágicos (2001-2006)
- Danny Phantom (2004-2007)
- Yin Yang Yo! (2006-2009)

### Series de imagen real
- Sunny, entre Estrellas (2009-2011)
- So Random! (2011-2012)
- MECH-X4 (2016-2018)

## Trabajos en el cine
- Smosh: La película (2015)